# ジャヤ・シンハヴァルマン3世
ジャヤ・シンハヴァルマン3世（Jaya Siṃhavarman III、生年不詳 - 1307年）は、チャンパ王国（占城国）の国王（在位：? - 1307年）。碑文に見える王子時代の呼び（Sri Harijit）制旻（Chế Mân）とも書かれる。中国・ベトナムの漢文史料に現れる王名とサンスクリット碑文・チャム語碑文に現れる王名とが同一人物のものであることが厳密に検証された数少ないチャンパ王のひとりである。
チャンパ国王インドラヴァルマン5世の子。1282年11月に元の占城行省の兵が上陸すると、ジャヤ・シンハヴァルマンは木城を築いて抵抗した。元の李天祐らが降伏を勧めてきたが、応じなかった。1283年1月、元の陳仲達・劉金らに木城を破られ、王都を捨てて山中に逃亡した。ジャヤ・シンハヴァルマンは投降するようなそぶりをみせつつ、抵抗を続けた。1284年3月に元軍を撤兵に追い込んだ。当時の越語呼称は烏州または烏里州、のち烏州＝順州＝化州＝ニントウアン省ニンフオク県ダクニョン社のダクニョン古塔（得仁古塔、チャム名 Bimong Po Klaong Giray）およびBimong Yang Prong（Bimong Yang Praong）は彼の創建と考えられる。『大越史記全書』によれば制旻は1307年逝。